# Max Zierl
Maximilian „Max“ Zierl (* 13. März 1934 in Cham; † 25. Juni 2018) war ein Politiker der Bayernpartei (BP).
Zierl war von 1979 bis 1989 Vorsitzender der Bayernpartei. Nachdem die BP bei der Landtagswahl 1978 mit 0,4 % ihr schlechtestes Ergebnis erreicht hatte, konnte sie sich unter Zierls Vorsitz konsolidieren, ohne jedoch an ihre Erfolge in den 1950er- und 1960er-Jahren anknüpfen zu können. In Zierls Amtszeit fällt auch die Wiedervereinigung der BP mit ihrer Abspaltung C.B.V.
Von 1988 bis 2007 war Zierl Vorsitzender des Parteiausschusses der BP, danach stellvertretender Vorsitzender des kleinen Parteitags. Er war Ehrenvorsitzender der Bayernpartei.
Max Zierl war bis zu seiner Pensionierung Oberstudiendirektor und lebte in Pentling bei Regensburg.